# Scopula isomala
Scopula isomala là một loài bướm đêm trong họ Geometridae.